# Opowieść o bogaczu i Łazarzu

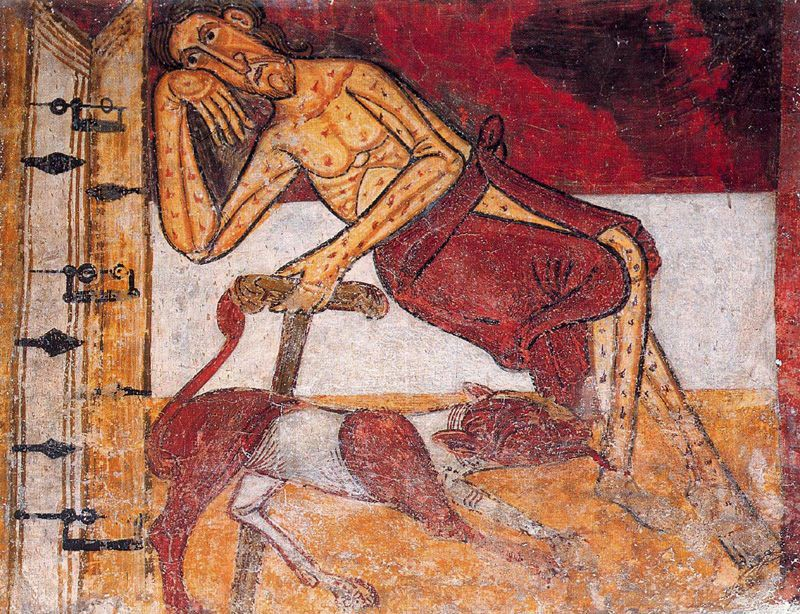
XI-wieczny wizerunek Łazarza.

Opowieść o bogaczu i Łazarzu (Ewangelia Łukasza 16,19–31), często jest znana jako przypowieść i wliczana do bardziej znanych przypowieści Jezusa.

## Tekst opowieści
«Żył pewien człowiek bogaty, który ubierał się w purpurę i bisior i dzień w dzień świetnie się bawił. U bramy jego pałacu leżał żebrak okryty wrzodami, imieniem Łazarz. Pragnął on nasycić się odpadkami ze stołu bogacza; nadto i psy przychodziły i lizały jego wrzody. Umarł żebrak, i aniołowie zanieśli go na łono Abrahama. Umarł także bogacz i został pogrzebany. Gdy w Otchłani, pogrążony w mękach, podniósł oczy, ujrzał z daleka Abrahama i Łazarza na jego łonie. zawołał: „Ojcze Abrahamie, ulituj się nade mną i poślij Łazarza; niech koniec swego palca umoczy w wodzie i ochłodzi mój język, bo strasznie cierpię w tym płomieniu”. Lecz Abraham odrzekł: „Wspomnij, synu, że za życia otrzymałeś swoje dobra, a Łazarz przeciwnie, niedolę; teraz on tu doznaje pociechy, a ty męki cierpisz. A prócz tego między nami a wami zionie ogromna przepaść, tak że nikt, choćby chciał, stąd do was przejść nie może ani stamtąd do nas się przedostać”. Tamten rzekł: „Proszę cię więc, ojcze, poślij go do domu mojego ojca! Mam bowiem pięciu braci: niech ich przestrzeże, żeby i oni nie przyszli na to miejsce męki”. Lecz Abraham odparł: „Mają Mojżesza i Proroków, niechże ich słuchają!” „Nie, ojcze Abrahamie – odrzekł tamten – lecz gdyby kto z umarłych poszedł do nich, to się nawrócą”. Odpowiedział mu: „Jeśli Mojżesza i Proroków nie słuchają, to choćby kto z umarłych powstał, nie uwierzą”» (Ewangelia Łukasza 16,19–31)

## Interpretacje

### Tradycyjna

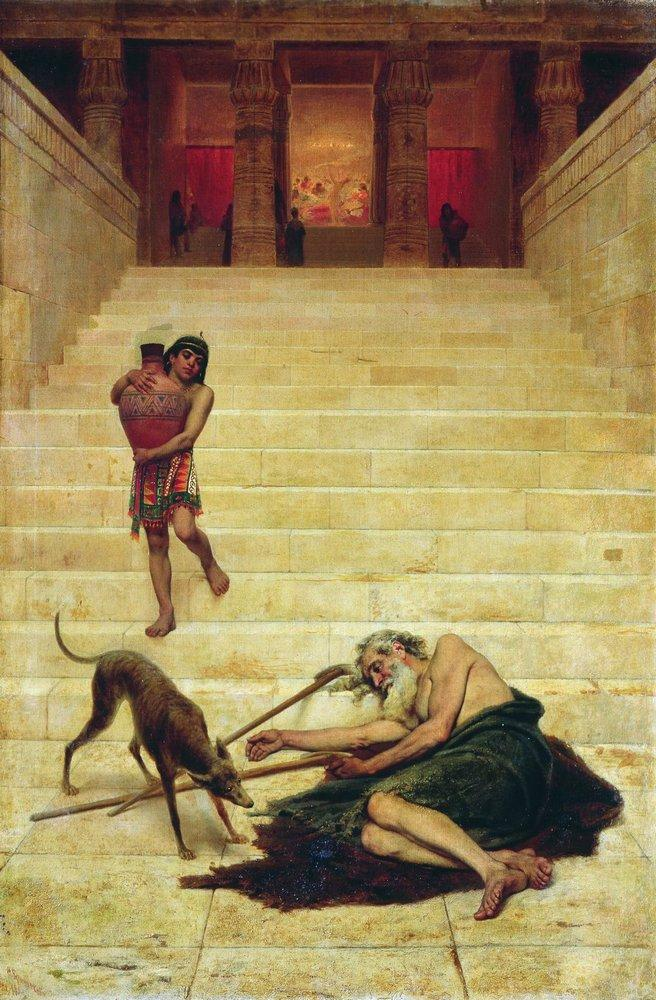
Łazarz przed bramą bogacza, Fiodor Bronnikow, 1886.

Część chrześcijan uważa, że nie jest to przypowieść, lecz autentyczne wydarzenie o którym Jezus opowiedział swoim uczniom. Łazarz i bogacz są rzeczywistymi postaciami i nie mogą być rozpatrywani figuratywnie. Interpretacja tradycyjna (nazywana też literalną) niepodzielnie dominowała w średniowieczu.
Zwolennicy literalnej interpretacji powołują się na stosowanie imion (Łazarz, Abraham), co nigdy się nie zdarza w przypowieściach. W przypowieściach Jezus określa jej bohatera przy pomocy opisów: „pewien człowiek”, „siewca”, „żniwiarz”. 2 List do Koryntian 12,2–4 sugeruje możliwość osiągnięcia raju będąc poza ciałem. W Flp 1,23-25 Paweł mówi, że po zakończeniu swego życia będzie z Chrystusem. 
Krytycy przeciwstawiają tej interpretacji dwa cytaty biblijne: „dusza, która grzeszy, umrze” (Księga Ezechiela 18) oraz „z prochu powstałeś i w proch się obrócisz” (Księga Rodzaju 3,19).

### Luter
Marcin Luter uważał, że historia ta jest przypowieścią o bogaczu i ubogim w tym życiu, a szczegóły odnośnie do pozagrobowego życia nie mogą być traktowane literalnie. Łono Abrahamowe oznacza Słowo Boże, piekło nie może być literalne, ponieważ dzień sądu jeszcze się nie zaczął. Ciało bogacza nie może być w piekle, lecz w grobie, a dusza nie może być cielesna. Dlatego piekło jest sumieniem, które jest bez wiary i bez Słowa Bożego.

### Nauka faryzeuszy
John Lightfoot (1602–1675) uważał, że jest to parodia wiary faryzeuszy w Łono Abrahamowe. Ethelbert William Bullinger powołał się na wyjaśnienie Lighfoota, które też rozbudował. Był zdania, że tekst ten stoi w opozycji do nauki Starego i Nowego Testamentu. Chrystus przedstawił tu nie swoją własną naukę, lecz tradycyjną naukę faryzeuszy, którą potępił i wykorzystał przeciwko nim samym. Pokonał swoich przeciwników ich własną bronią. Faryzeusze naukę tę zapożyczyli z Babilonu. Bullinger był zdania, że nie jest to przypowieść lecz parodia wierzeń pozagrobowych. Twierdził też, że po zmartwychwstaniu historycznego Łazarza (J 12,10) faryzeusze nie uwierzyli w jego zmartwychwstanie.

### Nauka saduceuszy
Na zasadzie alternatywnej powstało wyjaśnienie, że jest to satyryczna przypowieść przeciwko saduceuszom. Twórcą tej interpretacji był Johann Nepomuk Sepp. Bogacz symbolizuje saduceusza, ze względu na purpurę i kosztowne kapłańskie ubranie, uwaga o pięciu braciach nawiązuje do Kajfasza, teścia Annasza, który według Flawiusza miał pięciu synów. Uwaga Abrahama o niewierze nawet w sytuacji gdyby Łazarz zmartwychwstał, wypełniła się po wzbudzeniu przez Jezusa Łazarza z Betanii. Saduceusze nie tylko nie uwierzyli, ale chcieli go nawet zabić (J 12,10). Ostatnia interpretacja była rozpowszechniona we Francji w latach 1860-1890 jako rezultat pracy Abbé Driouxa.

### Jan Paweł II
Jan Paweł II pisał: „W świetle Chrystusowej przypowieści bogactwo i wolność pociągają za sobą specjalną odpowiedzialność. Bogactwo i wolność stwarzają specjalne zobowiązanie”.

### Świadkowie Jehowy
Świadkowie Jehowy uważają, że przypowieść o śmierci bogacza i Łazarza należy traktować symbolicznie (nie byli literalnymi osobami). Ze względu na to, że Jezus krytykował tradycję i nauki faryzeuszy (Ew. Mateusza 23) odrzucają dosłowne rozumienie tej opowieści jako relacji o pozagrobowym życiu. Sądzą, że odnosi się ona do zilustrowanie postępowania, ostatecznej zapłaty i konsekwencji oraz zmiany położenia pod względem duchowym żydowskich grup wyobrażonych przez bogacza i Łazarza. Symbolizują w niej dwie grupy ludzi: 1) dumnych żydowskich przywódców religijnych z czasów Jezusa oraz 2) proste, szczere osoby, które przyjęły to, co głosił Jezus.

## W sztuce, w literaturze, w muzyce
- Tragedia o bogaczu i Łazarzu (anonim XVII wiek)[16]